# أتفدابيرجس
أتفدابيرجس هو نادي كرة قدم في السويد تأسس في 1907.